# Finale UEFA Europa Conference League 2022
De UEFA Europa Conference Leaguefinale van het seizoen 2021/22 was de eerste finale van het tertiaire Europese toernooi. De voetbalwedstrijd werd op 25 mei 2022 gespeeld tussen het Italiaanse AS Roma en het Nederlandse Feyenoord in het Air Albania Stadion te Tirana.
AS Roma won de eerste UEFA-toernooi in zijn clubgeschiedenis na een doelpunt van Nicolò Zaniolo en kwalificeerde zich zo voor de groepsfase van de UEFA Europa League 2022/23, al had AS Roma zich daarvoor al geplaatst via de Serie A.

## Organisatie
Op 3 december 2020, in aanloop naar de loting van de finaleronde van de Nations League, maakte de UEFA bekend dat de finale gespeeld zou worden in het Air Albania Stadion in Tirana, de hoofdstad van Albanië. Ook in Stade Geoffroy-Guichard in Saint-Étienne, het Pankritio Stadion in Iraklion en de Toše Proeskiarena in Skopje kon de finale gespeeld worden. Nooit eerder werd een finale van de UEFA in Albanië gespeeld. De bouw van het stadion werd met behulp van de UEFA voltooid in 2019.
Lorik Cana is de ambassadeur van de finale. Hij speelde 93 interlands, onder anderen op het EK 2016, voor Albanië, het land dat de finale organiseert. Met Paris Saint-Germain, Olympique Marseille, Galatasaray SK en SS Lazio speelde hij in totaal 64 wedstrijden in clubcompetities van de UEFA.

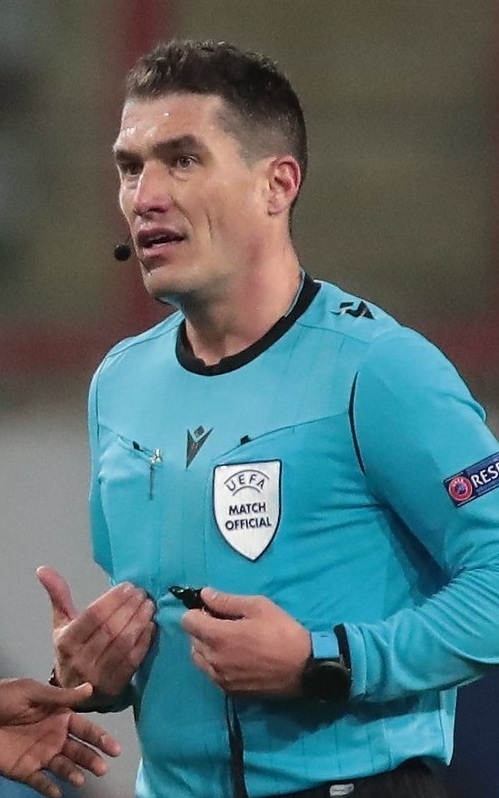
De Roemeen István Kovács werd aangesteld als de scheidsrechter voor de finale.

Op 11 mei 2022 werd duidelijk dat de finale onder leiding zou staan van de Roemeense scheidsrechter István Kovács. Hij floot één keer eerder een wedstrijd in de Conference League; die tussen AS Roma en Zorja Loehansk (4–0) in de groepsfase. Nooit eerder floot hij een Europese finale. Gedurende de wedstrijd zal hij geassisteerd worden door zijn landgenoten Vasile Florin Marinescu en Mihai-Ovidiu Artene en de Zwitserse Sandro Schärer als vierde official. Als videoscheidsrechter werd de Duitse Marco Fritz aangesteld en zijn landgenoten Christian Dingert en Bastian Dankert als zijn assistenten.

## Voorgeschiedenis
AS Roma staat voor een vierde keer in een Europese finale. In 1961 werd de eindstrijd om de Jaarbeursstedenbeker over twee wedstrijden met 4–2 gewonnen. AS Roma verloor in de Europacup I-finale van 1984 na een strafschoppenserie van Liverpool FC en de UEFA Cupfinale van 1991 over twee wedstrijden met 1–2 van Internazionale. De vorige keer dat een Italiaanse club in een Europese finale stond, was toen Internazionale de Europa Leaguefinale van 2020 met 3–2 verloor van Sevilla FC. Feyenoord speelde drie keer eerder de finale van een continentaal toernooi; in de finale van de Europacup I 1970 werd Celtic FC na een verlenging met 2–1 verslagen, in 1974 won Feyenoord over twee wedstrijden met 4–2 van Tottenham Hotspur in de UEFA Cupfinale en in de UEFA Cupfinale van 2002 werd er met 3–2 afgerekend met Borussia Dortmund. Feyenoord kon met het bereiken van de Conference League na Juventus FC, AFC Ajax, Bayern München, Chelsea FC en Manchester United de zesde club worden die drie verschillende UEFA-competities won. De vorige keer dat een Nederlandse club in een Europese finale stond, was toen AFC Ajax in 2017 met 0–2 verloor van Manchester United in de Europa Leaguefinale.
De finale is de derde ontmoeting tussen AS Roma en Feyenoord. Eerder troffen beide teams elkaar in de zestiende finales van de Europa League in februari 2015. In de heenwedstrijd in het Olympisch Stadion van Rome zorgden Gervinho en Colin Kâzım-Richards voor één treffer van beide teams. In de terugwedstrijd in Stadion Feijenoord scoorde Elvis Manu namens Feyenoord, maar bekerde AS Roma door met doelpunten van Adem Ljajić en Gervinho.

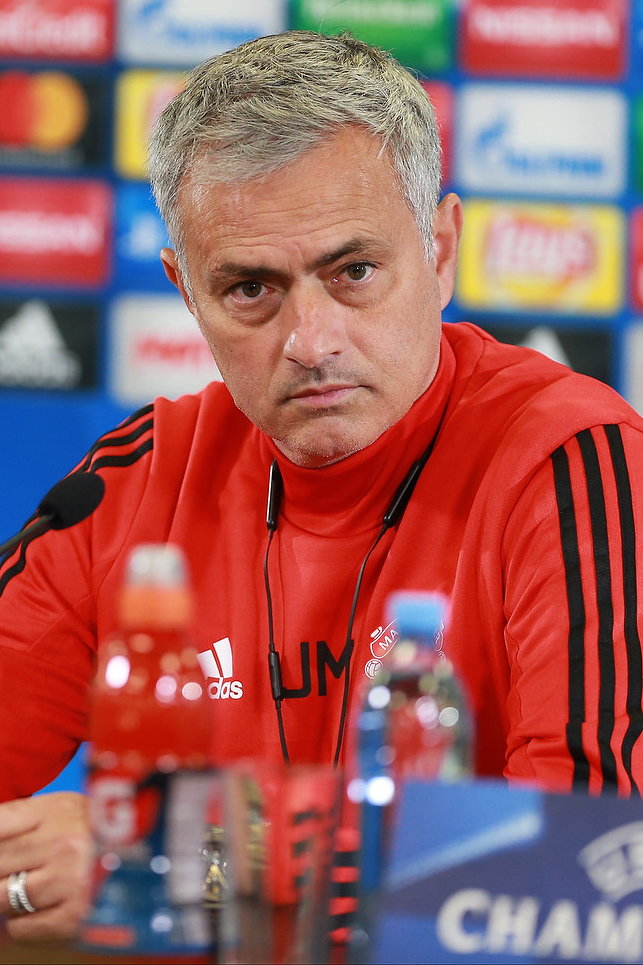
José Mourinho stond als trainer vier keer eerder in een continentale eindstrijd.

José Mourinho stond als trainer vier keer eerder in de eindstrijd van een Europees toernooi: met FC Porto won hij de finale van de UEFA Cup in 2003 tegen Celtic FC (3–2) en de Champions League in 2004 tegen AS Monaco (3–0). Vervolgens won hij met Internazionale de Champions Leaguefinale van 2010 met 2–0 tegen Bayern München. In 2017 won Mourinho met Manchester United de Europa League door in de finale AFC Ajax met 2–0 te verslaan. Mourinho werd met het bereiken van de Conference Leaguefinale de eerste trainer die met vier verschillende clubs een Europese finale bereikte en kreeg de mogelijkheid om na Giovanni Trapattoni en Udo Lattek de derde trainer te worden die drie verschillende UEFA-competities won. Als trainer bereikte Mourinho ook twaalf nationale finales, waarvan hij er acht won. Arne Slot had in zijn trainerscarrière nog nooit eerder in een finale gestaan of een prijs gewonnen.
Zes keer eerder werd een Europese finale gespeeld tussen een Nederlandse en een Italiaanse club. Bij elk van deze zes finales was AFC Ajax de club die Nederland vertegenwoordigde. In de Europacup I/Champions League gebeurde dat in 1969, 1972, 1973 en 1995 en 1996. Van deze wedstrijden er drie gewonnen door het Nederlandse team en twee door het Italiaanse team. In de UEFA Cup was de finale van 1992 een ontmoeting tussen een Italiaanse en een Nederlandse club, die werd gewonnen door het Nederlandse team. In de UEFA Europa Conference League werd er twee keer eerder een wedstrijd tussen een Nederlandse en een Italiaanse club gespeeld. In de achtste finales van het seizoen 2021/22 had AS Roma aan een gelijkspel in Rome genoeg na een 1–0 zege op SBV Vitesse in Arnhem. AS Roma speelde in totaal tien eerdere wedstrijden tegen een Nederlands team in een UEFA-competitie, waarvan de club er vier won en twee verloor. Feyenoord speelde in totaal veertien eerdere wedstrijden tegen een Italiaans team in een UEFA-competitie, waarvan de club er vijf won en evenveel verloor.
AS Roma speelde nooit eerder een wedstrijd in Albanië. Feyenoord speelde één keer eerder in Albanië, in de eerste ronde van de Europacup II in 1991. Op bezoek bij Partizan Tirana werd er doelpuntloos gelijkgespeeld, voordat Feyenoord in eigen stadion met 1–0 won.

## Weg naar de finale
| Pos | Team           | Wed | Ptn |
| --- | -------------- | --- | --- |
| 1   | AS Roma        | 6   | 13  |
| 2   | FK Bodø/Glimt  | 6   | 12  |
| 3   | Zorja Loehansk | 6   | 7   |
| 4   | CSKA Sofia     | 6   | 1   |

| Pos | Team          | Wed | Ptn |
| --- | ------------- | --- | --- |
| 1   | Feyenoord     | 6   | 14  |
| 2   | Slavia Praag  | 6   | 8   |
| 3   | Union Berlin  | 6   | 7   |
| 4   | Maccabi Haifa | 6   | 4   |

### AS Roma

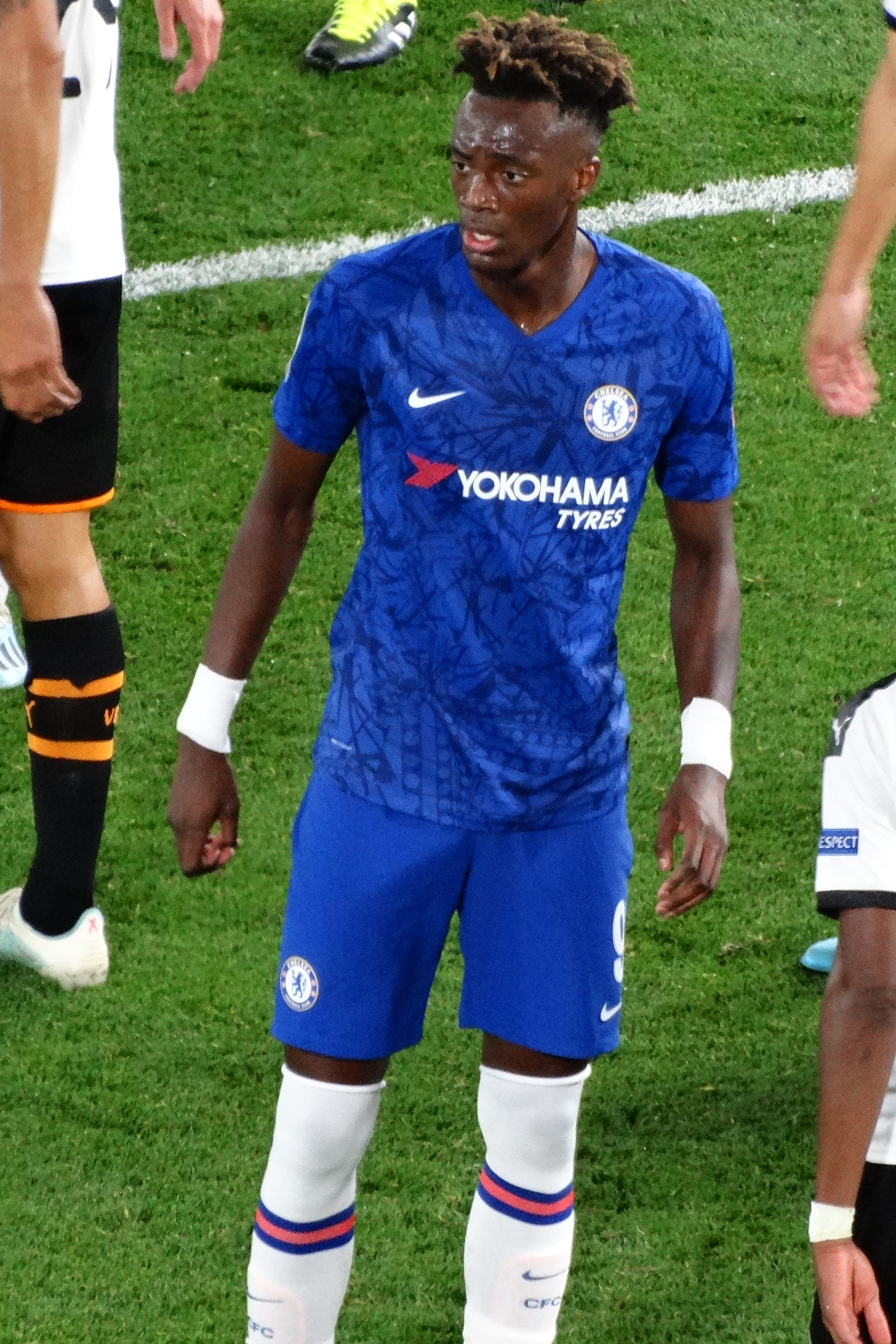
Tammy Abraham was goed voor negen doelpunten in de Europese campagne van AS Roma.

AS Roma plaatste zich voor de play-offronde van de UEFA Europa Conference League door als zevende te eindigen in de Serie A 2020/21, de slechtste klassering in negen jaar tijd. In de play-offronde van de Conference League werd AS Roma gekoppeld aan het Turkse Trabzonspor, dat in de ronde daarvoor Molde FK versloeg. AS Roma beleefde geen gemakkelijke eerste helft in Trabzon, maar kwam tien minuten na de rust op een voorsprong toen Lorenzo Pellegrini een voorzet van Henrich Mchitarjan binnenschoot. Negen minuten later werd Rui Patrício gepasseerd door een kopbal van Andreas Cornelius, maar AS Roma won de heenwedstrijd, omdat Gianluca Mancini met een kopbal de paal raakte, waarna Eldor Sjomoerodov in de rebound kon binnentikken. AS Roma had minder moeite met Trabzonspor in de thuiswedstrijd, alhoewel Patrício meerdere knappe reddingen moest verrichten. In de twintigste minuut schoot Bryan Cristante van afstand raak. In de tweede helft scoorden ook Nicolò Zaniolo, die zijn eerste treffer in een jaar maakte door blessuretijd, en Stephan El Shaarawy.
In de groepsfase trof AS Roma het Oekraïense Zorja Loehansk, het Bulgaarse CSKA Sofia en het Noorse FK Bodø/Glimt. In de eerste wedstrijd, thuis tegen CSKA Sofia, kwam AS Roma verrassend op achterstand in de tiende minuut. In de rust had AS Roma de leiding alweer, nadat Pellegrini de bal van afstand krulde en El Shaarawy ook van buiten het strafschopgebied scoorde. In de tweede helft werd de score uitgebreid tot 5–1 door treffers van Pellegrini, die genoeg ruimte kreeg om binnen te schuiven, Mancini, die gemakkelijk kon scoren in de rebound, nadat Chris Smalling de paal raakte, en Tammy Abraham, die Gustavo Bassato passeerde na het omzeilen van buitenval. In de eerste uitwedstrijd, tegen Zorja Loehansk, kwam AS Roma al in de zevende minuut op voorsprong toen El Shaarawy Dmytro Matsapura voorbijging en de bal vervolgens in een leeg doel schoof. Matsapura maakte later in de wedstrijd meerdere reddingen, maar was kansloos toen Smalling van dichtbij binnenkopte uit een hoekschop in de 68ste minuut. Twee minuten later verzorgde Abraham de 0–3. De eerste twee groepswedstrijden werden gemakkelijk gewonnen en in de derde wedstrijd, uit tegen FK Bodø/Glimt, kregen reservespelers de kans zich te tonen, maar zij kwamen binnen twintig minuten op een 2–0 achterstand door treffers van Erik Botheim en Patrick Berg. Voor de rust maakte Carles Pérez nog de aansluitingstreffer. In de tweede helft kwam er echter geen gelijkmaker, maar breidden de Noren de voorsprong uit via Botheim, tweemaal Ola Solbakken en Amahl Pellegrino. Het was de 1008ste wedstrijd in  José Mourinho's trainerscarrière en voor het eerst kreeg zijn ploeg in één wedstrijd zes tegendoelpunten. In de thuiswedstrijd tegen FK Bodø/Glimt lukte het AS Roma ook niet om te winnen. Het openingsdoelpunt vlak voor de rust werd acht minuten na de rust beantwoord met de gelijkmaker van El Shaarawy, maar vervolgens scoorde Botheim opnieuw. Een kopbal van Roger Ibañez voorkwam wel een nieuwe nederlaag. De thuiswedstrijd tegen Zorja Loehansk werd met 4–0 gewonnen, ondanks een gestopte strafschop van Jordan Veretout. Pérez en Zaniolo waren de doelpuntmakers in de eerste helft, Abraham sloeg tweemaal toe in de tweede helft. AS Roma sloot de groepsfase af op bezoek bij CSKA Sofia. Abraham scoorde binnen een kwartier in open doel na een pass van Rick Karsdorp. Borja Mayoral verdubbelde de voorsprong met de buitenkant van zijn schoen. Aan de start van de tweede helft leek Abraham het duel te beslissen met de derde treffer. In het laatste half uur scoorden Hamza Čataković en Yanic Wildschut nog voor de Bulgaarse ploeg, maar AS Roma won de wedstrijd, steeg daarmee naar de eerste plaats in de groep en kwalificeerde zich zo voor de achtste finales.
In de achtste finales nam AS Roma het op tegen het Nederlandse SBV Vitesse. In het GelreDome liet Loïs Openda kansen op de openingstreffer liggen, waarna die in de blessuretijd van de eerste helft wel gemaakt werd door Sérgio Oliveira uit een afgeslagen hoekschop. Diezelfde Oliveira werd in de tweede helft bestraft met zijn tweede gele kaart. Toch incasseerde AS Roma geen treffer. Na een uur spelen scoorde SBV Vitesse wel in het Stadio Olimpico via een volley van grote afstand van Maximilian Wittek. Abraham voorkwam in de negentigste minuut een verlenging door met zijn hoofd te scoren na het terugleggen van Karsdorp. In de kwartfinales trof AS Roma opnieuw het Noorse FK Bodø/Glimt. Opnieuw ging AS Roma onderuit in het noorden van Noorwegen. Pellegrini zette zijn ploeg wel op voorsprong aan het eind van de eerste helft, maar tien minuten na de rust zette een aangeraakt schot van Brice Wembangomo Patrício op het verkeerde been en in de slotfase scoorde Hugo Vetlesen uit een hoekschop van Pellegrino. In de thuiswedstrijd maakte Abraham al snel de gelijkmaker in het tweeluik. Met een hattrick, waarvan twee doelpunten na een loopactie nog in de eerste helft, zorgde Zaniolo voor een gemakkelijke zege. AS Roma's laatste horde op weg naar de finale was het Engelse Leicester City. Pellegrino was verantwoordelijk voor de eerste treffer in het King Power Stadium, in de vijftiende minuut na een steekpass van Nicola Zalewski. AS Roma slaagde erin de voorsprong vast te houden voor de rust. In de 67ste minuut kon echter niet voorkomen worden dat een voorzet van Harvey Barnes van dichtbij binnen gewerkt werd door Ademola Lookman. Het 1–1 gelijke spel in de uitwedstrijd maakte de thuiswedstrijd bepalend. Na tien minuten spelen kopte Abraham zijn team op een voorsprong uit een hoekschop van Pellegrini. Het lukte Leicester City nauwelijks om gevaarlijk te worden in de wedstrijd en er werd niet gescoord in het restant van de wedstrijd. AS Roma bereikte daarmee de finale van de UEFA Europa Conference League.

### Feyenoord

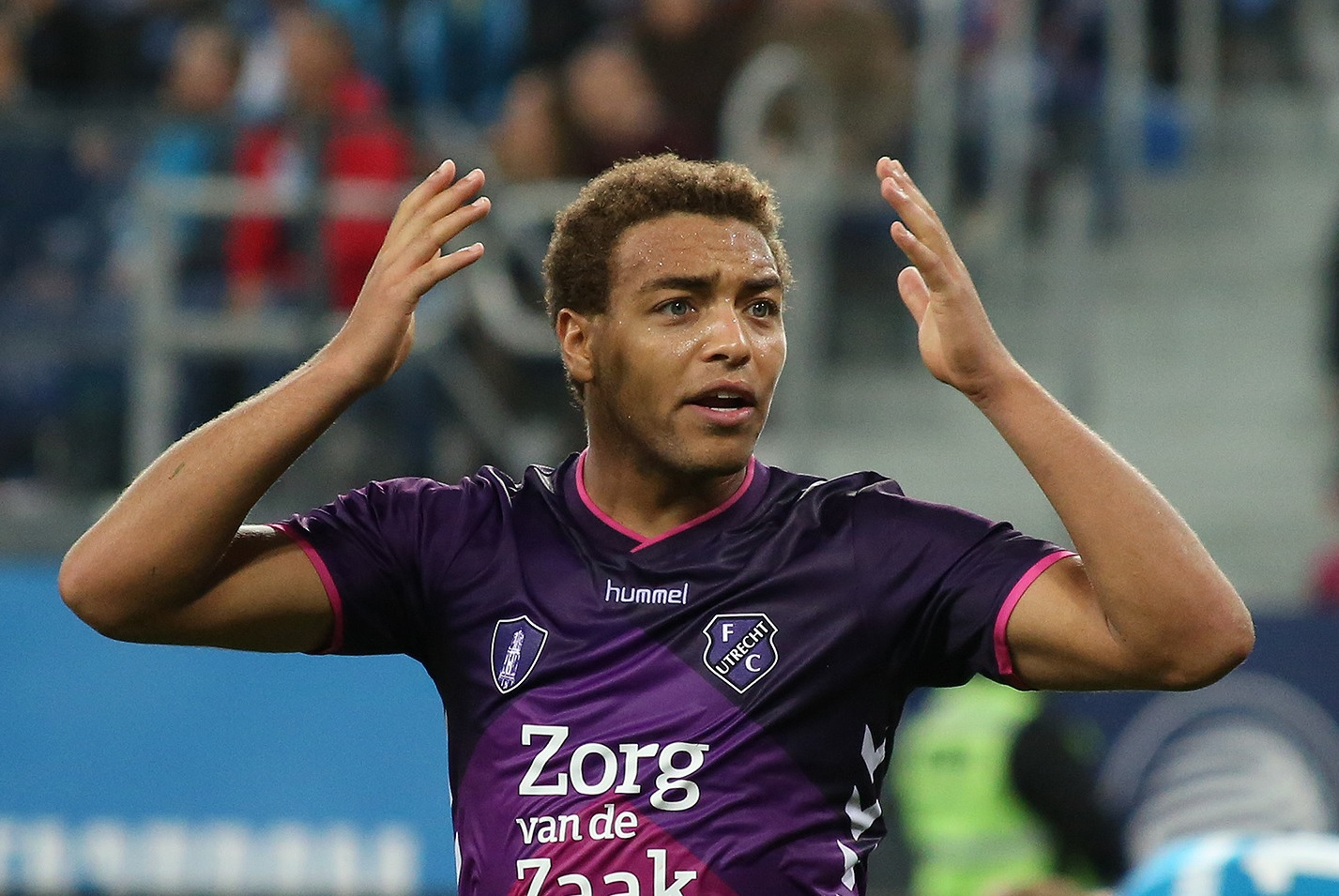
Cyriel Dessers maakte tien doelpunten in de Europese campagne, waarvan zes in de knock-outfase.

Feyenoord eindigde in het Eredivisieseizoen 2020/21 op de vijfde plaats, de slechtste klassering in tien jaar tijd, en plaatste zich voor de tweede kwalificatieronde van de UEFA Europa Conference League door in de nacompetitie met 2–0 in De Kuip te winnen van Sparta Rotterdam en FC Utrecht. Voor de tweede kwalificatieronde werd Feyenoord gekoppeld aan de winnaar van het duel tussen het Montenegrijnse FK Dečić en het Kosovaarse FC Drita. Het Kosovaarse team won het tweeluik, waardoor Feyenoord op 22 juli 2021 mocht afreizen naar het Fadil Vokrristadion. Daar deden Naoufal Bannis, Jens Toornstra, Tyrell Malacia, Guus Til en Francesco Antonucci doelpogingen, maar werd er niet gescoord. In de thuiswedstrijd een week later raakte Orkun Kökçü al vroeg de lat en scoorde Feyenoord via Til in de zevende minuut wel. FC Drita kreeg echter een groot aantal kansen en kwam voor de rust op een 1–2 voorsprong. Dankzij een hattrick van Til wist Feyenoord zich toch te kwalificeren voor de derde kwalificatieronde. Daarin werd Feyenoord gekoppeld aan het Zwitserse FC Luzern. In de eerste helft zorgde opnieuw Til voor de doelpunten van Feyenoord: 0–2 was de ruststand. Na doelpogingen van Luis Sinisterra, Malacia, Bryan Linssen, opnieuw Sinisterra en Róbert Boženík strafte Sinisterra in de 83ste minuut een fout van doelman Vaso Vasic af door de 0–3 te maken en van de terugwedstrijd een formaliteit te maken. Ook de terugwedstrijd werd door Feyenoord met 3–0 gewonnen. Na de openingstreffer van Alireza Jahanbakhsh kreeg Feyenoord meerdere kansen op de tweede treffer, die uiteindelijk van afstand gemaakt werd door opnieuw Jahanbakhsh, die nog voor de rust geblesseerd het veld verliet. Vlak na de rust maakte Sinisterra Feyenoords zesde treffer van het tweeluik. Later in het duel werd Antoni Milambo de jongste speler in de clubgeschiedenis van Feyenoord. Feyenoords laatste horde richting de groepsfase was het Zweedse IF Elfsborg. In het eigen stadion werd de heenwedstrijd door Feyenoord eenvoudig gewonnen. Bij een 5–0 zege was Sinisterra goed voor drie treffers, waarvan twee kopballen. Ook Jahanbakhsh scoorde, uit een vrije trap van Toornstra. Met nog geen uur gespeeld zorgde Linssen voor het slotakkoord uit een rebound na een hoekschop. Kort daarna moest de Zweedse club verder met tien man door de tweede gele kaart van Frederik Holst. In de slotfase kwam ook Feyenoord met tien man te staan; Justin Bijlow werd direct van het veld gestuurd. In de eerste helft van de terugwedstrijd in Borås raakte Til de lat, maar moest Sinisterra een bal van de eigen achterlijn halen. Vijf minuten na de rust kwam IF Elfsborg op een 2–0 voorsprong, waardoor zij nog drie treffers nodig hadden om een verlenging af te dwingen. Tien minuten later zorgde Til voor de 6–2 over twee wedstrijden. Later zorgde Marokhy Ndione voor IF Elfsborgs derde doelpunt. Feyenoord verloor voor het eerst in de Europese campagne, maar kwalificatie voor de groepsfase kwam niet in gevaar.
Op 27 augustus 2021 werd duidelijk dat Feyenoord in de groepsfase het Tsjechische Slavia Praag, het Duitse Union Berlin en het Israëlische Maccabi Haifa zou treffen. Zonder wegens politieke redenen en op dinsdag 14 september 2021 wegens Jom Kipoer bleef de uitwedstrijd tegen Maccabi Haifa doelpuntloos, ondanks meerdere kansen voor Linssen en Til. Namens de Israëlische ploeg was voornamelijk de Nederlandse aanvoerder Tjaronn Chery gevaarlijk. Slavia Praag was de tegenstander in Feyenoords eerste thuiswedstrijd van de groepsfase. In een sterke eerste helft scoorden Kökçü van afstand en Linssen met een kopbal namens Feyenoord. In de tweede helft lukte het Slavia Praag om via Tomáš Holeš uit een vrije trap iets terug te doen, maar niet om voor een gelijkmaker te zorgen. De thuiswedstrijd tegen Union Berlin op 21 oktober 2021 stond vooraf in het teken van een aanval van Feyenoord-hooligans op de clubleiding van Union Berlin. Binnen een half uur kwam Feyenoord op een 2–0 voorsprong, dankzij Jahanbakhsh, na een actie van Sinisterra en een doelpoging van Til, en Linssen, na een lange pass van Marcus Pedersen en via Robin Knoche. Nog in de eerste helft vond Union Berlin via het hoofd van Taiwo Awoniyi de aansluitingstreffer. Na een kans voor Til namens Feyenoord en Sheraldo Becker namens Union Berlin zorgde Sinisterra in het laatste kwartier voor de 3–1 in de rebound na een scoringspoging van Linssen. In de blessuretijd lukte het Cyriel Dessers, Til en Fredrik Aursnes niet om ook voor een vierde treffer te zorgen, maar die was onnodig voor de zege. Twee weken later zette Feyenoord in het Olympiastadion een belangrijke stap richting de knock-outfase. Op een door een regenval gehavend veld stuitte Becker al vroeg op Bijlow. In de vijftiende minuut raakte Linssen uit de draai de paal, waarna Sinisterra in de rebound scoorde. Na veertig minuten spelen kwam de Duitse ploeg via een afstandsschot van zijn aanvoerder Christopher Trimmel op gelijke hoogte. Nadat Marcos Senesi Awoniyi weerhield van een grote scoringskans en Linssen en Toornstra doelpogingen hadden gedaan, zorgde Dessers voor een winnende treffer van Feyenoord door te profiteren van het uitglijden van Luthe. In de slotminuten stond Union Berlin met negen man door rode kaarten voor Trimmel, die zijn tweede gele kaart ontving voor het weggooien van de bal, en Cedric Teuchert, die Malacia trapte. In de vijfde speelronde van de groepsfase had Feyenoord in het Sinobo Stadium aan een gelijkspel genoeg om zich te verzekeren van de groepswinst en daarmee deelname aan de achtste finales. Bij een nederlaag zou het nog niet verzekerd zijn van minstens een tweede plaats en dus overwintering. Feyenoord leek op het tweede scenario af te stevenen, want een verkeerde pass van reservedoelman Ofir Marciano naar Malacia leidde in de twaalfde minuut tot een doelpunt van Peter Olayinka en in de 66ste minuut was het raak voor Jan Kuchta toen Marciano de bal loste. Tussen de treffers van Slavia Praag scoorde Dessers namens Feyenoord weliswaar, maar viel Linssen geblesseerd uit en werd Til met een directe rode kaart van het veld gestuurd, alhoewel hij in eerste instantie een gele prent te zien kreeg. Nadat een kopbal van Lutsharel Geertruida in de slotfase volgens de scheidsrechter net niet over achterlijn belandde, werd een voorzet van diezelfde Geertruida in de blessuretijd ingekopt door Dessers. Daarmee maakte hij van de laatste groepswedstrijd, thuis tegen Maccabi Haifa, een formaliteit en had Arne Slot de kans om reservespelers te laten spelen. Dessers zette zijn team voor de rust op een voorsprong na een steekpass van Mark Diemers. Tien minuten na de pauze kreeg Yuval Ashkenazi een grote kans op de gelijkmaker, maar hij miste. Tien minuten later scoorde Reiss Nelson namens Feyenoord wel. In de blessuretijd scoorde Dean David door de benen van Bijlow, maar Feyenoord had de zege al binnen.
Voor de achtste finales lootte Feyenoord het Servische FK Partizan. Bijlow werd in de dertiende minuut gepasseerd door een schot van buiten het strafschopgebied van Bibras Natkho, die daarbij wel geblesseerd raakte. Zeven minuten later maakte Toornstra na een combinatie met Sinisterra via de binnenkant van de paal de gelijkmaker voor Feyenoord. Veertig seconden na de start van de tweede helft stond FK Partizan opnieuw op voorsprong toen de bal na een hoekschop viel voor Nemanja Jović, die kon uithalen. Slechts vijf minuten later zette een volley van Dessers uit een pass van Sinisterra Feyenoord op gelijke hoogte. In de 64ste minuut zette Geertruida Feyenoord voor het eerst op een voorsprong, nadat hij ruimte kreeg toen de bal bij hem belandde via Aleksandar Popović en Sinisterra twee verdedigers had gepasseerd. Feyenoord breidde de voorsprong uit met goals van Sinisterra, die na een borstaanname van afstand de kruising vond, en Toornstra, die na een hakbal van Dessers de bal in het doel kon schuiven. In de thuiswedstrijd moest Feyenoord het doen zonder Gernot Trauner en Slot, waardoor John de Wolf als hoofdtrainer op de bank zat. FK Partizan moest met drie treffers meer maken om kans te houden op deelname aan de kwartfinales, maar Dessers dacht na ruim een half uur te spelen de openingstreffer te maken uit de rebound, nadat Til de paal raakte. Dat doelpunt werd afgekeurd, omdat de scheidsrechter dacht dat Dessers buitenspel stond. Vlak voor de rust maakte Dessers wel een geldig doelpunt, met zijn rug uit een vrije trap van Toornstra. In de 59ste minuut verdubbelde Nelson de voorsprong op de avond, nadat Til de achterlijn haalde en de bal teruglegde. De Servische ploeg maakte twee minuten later de 2–1 via Ricardo Gomes en kreeg nog kansen op de gelijkmaker, maar Feyenoord sloot ook deze wedstrijd winnend af, met een treffer van Linssen als slotakkoord. In de kwartfinales werd Feyenoord opnieuw gekoppeld aan het Tsjechische Slavia Praag. Feyenoord kwam in de tiende minuut op een voorsprong uit een counter uit een hoekschop van de tegenpartij via Trauner, Nelson en Sinisterra, die de korte hoek vond. Twee minuten later raakte Kökçü de lat. Na veertig minuten maakte Slavia Praag gelijk, maar Feyenoorders dachten dat het doelpunt afgekeurd moest worden wegens buitenspel. Daaruit ontstond bij de rust een opstootje, waarbij Marciano en Olayinka bestraft werden met een gele kaart en Feyenoords assistent-trainer Marino Pusic een rode kaart kreeg. Halverwege de tweede helft kon Yira Sor van dichtbij binnentikken om Slavia Praag de voorsprong te bezorgen. Met een voorzet van Dessers die door de borst van Senesi achter Ondřej Kolář belandde en een vrije trap die door Kökçü in de rechteronderhoek werd binnengeschoten kwam Feyenoord laat in de wedstrijd opnieuw op een voorsprong, maar in de vijfde minuut van de blessuretijd maakte Ibrahim Traoré de gelijkmaker voor Slavia Praag uit een hoekschop. Dessers kon in de terugwedstrijd na een ingooi van Malacia al binnen twee minuten af op de doelman en scoorde. In de veertiende minuut bracht Traoré de score weer op gelijke hoogte door te profiteren van een te korte pass van Kökçü richting Marciano. Tien minuten na de rust raakte Toornstra geblesseerd en werd hij vervangen door Patrik Wålemark. Drie minuten later zette Dessers zijn ploeg opnieuw op een voorsprong door te profiteren van een te korte pass van Aleš Mandous. Na een steekpass van Jorrit Hendrix besliste Sinisterra in de 78ste de wedstrijd. In de laatste minuut werd Taras Kacharaba bij Slavia Praag nog van het veld gestuurd. In de halve finales was het Franse Olympique Marseille de tegenstander. Zowel Feyenoord als Olympique Marseille uit de counter kregen kansen in de eerste helft. Feyenoord kwam met 2–0 voor via Dessers na een hakbal van Sinisterra, die drie minuten later zelf scoorde met een aangeraakt schot. Bij de rust was de score gelijk, omdat Olympique Marseille scoorde met een afstandsschot in de korte hoek van Bamba Dieng en een treffer van Gerson uit de rebound na een voorzet van Mattéo Guendouzi. Slechts negen seconden na de rust kwam Feyenoord opnieuw voor toen Dessers profiteerde van een te korte pass van Duje Ćaleta-Car richting zijn doelman Steve Mandanda. Door reddingen van beide doelmannen in de tweede helft bleef de score 3–2. Op Bevrijdingsdag volgde de uitwedstrijd. Dimitri Payet verrichtte twee doelpogingen, voordat hij na een half uur vervangen moest worden wegens een blessure. Zijn vervanger Arkadiusz Milik kopte tweemaal in de handen van Marciano. Er werden geen doelpunten gemaakt, dus Feyenoord plaatste zich voor de finale.

## Wedstrijd

### Details
|                           |             |               |           | |
| 25 mei 2022 21:00 (UTC+2) | AS Roma     | 1 – 0 (1 – 0) | Feyenoord | Stadion: Air Albania Stadion, Tirana Toeschouwers: 19.597 Scheidsrechter: István Kovács Video-assistent: Marco Fritz Speler van de wedstrijd: Chris Smalling (AS Roma) |
| 25 mei 2022 21:00 (UTC+2) | Zaniolo 32' | Verslag UEFA  |           | Stadion: Air Albania Stadion, Tirana Toeschouwers: 19.597 Scheidsrechter: István Kovács Video-assistent: Marco Fritz Speler van de wedstrijd: Chris Smalling (AS Roma) |
| 25 mei 2022 21:00 (UTC+2) |             |               |           | Stadion: Air Albania Stadion, Tirana Toeschouwers: 19.597 Scheidsrechter: István Kovács Video-assistent: Marco Fritz Speler van de wedstrijd: Chris Smalling (AS Roma) |
| 25 mei 2022 21:00 (UTC+2) |             |               |           | Stadion: Air Albania Stadion, Tirana Toeschouwers: 19.597 Scheidsrechter: István Kovács Video-assistent: Marco Fritz Speler van de wedstrijd: Chris Smalling (AS Roma) |
|                           |             |               |           | |

| AS Roma | Feyenoord |

| DM             | 01 | Rui Patrício           | 84'       |
| CV             | 23 | Gianluca Mancini       |           |
| CV             | 04 | Chris Smalling         |           |
| CV             | 03 | Roger Ibañez           |           |
| RM             | 02 | Rick Karsdorp          | 89'       |
| CM             | 77 | Henrich Mchitarjan     | 17'       |
| CM             | 04 | Bryan Cristante        |           |
| LM             | 59 | Nicola Zalewski        | 66' 67'   |
| AM             | 22 | Nicolò Zaniolo         | 67'       |
| AM             | 07 | Lorenzo Pellegrini     | 37'       |
| SP             | 09 | Tammy Abraham          | 89'       |
| Wisselspelers: |    |                        |           |
| DM             | 87 | Daniel Fuzato          |           |
| VD             | 05 | Matías Viña            | 89'       |
| VD             | 15 | Ainsley Maitland-Niles |           |
| VD             | 24 | Marash Kumbulla        |           |
| VD             | 37 | Leonardo Spinazzola    | 67' 90+6' |
| MV             | 17 | Jordan Veretout        | 67'       |
| MV             | 27 | Sérgio Oliveira        | 17'       |
| MV             | 52 | Edoardo Bove           |           |
| AV             | 11 | Carles Pérez           |           |
| AV             | 14 | Eldor Sjomoerodov      | 89'       |
| AV             | 64 | Felix Afena-Gyan       |           |
| AV             | 92 | Stephan El Shaarawy    |           |
| Coach:         |    |                        |           |
| José Mourinho  |    |                        |           |

| DM             | 01 | Justin Bijlow            |         |
| RA             | 03 | Lutsharel Geertruida     |         |
| CV             | 18 | Gernot Trauner           | 25' 74' |
| CV             | 04 | Marcos Senesi            |         |
| LA             | 05 | Tyrell Malacia           | 88'     |
| CM             | 26 | Guus Til                 | 59'     |
| CM             | 17 | Fredrik Aursnes          |         |
| CM             | 10 | Orkun Kökçü              | 88'     |
| RB             | 14 | Reiss Nelson             | 74'     |
| SP             | 33 | Cyriel Dessers           |         |
| LB             | 07 | Luis Sinisterra          |         |
| Wisselspelers: |    |                          |         |
| DM             | 16 | Valentin Cojocaru        |         |
| DM             | 21 | Ofir Marciano            |         |
| DM             | 30 | Thijs Jansen             |         |
| VD             | 02 | Marcus Holmgren Pedersen | 74'     |
| VD             | 13 | Philippe Sandler         |         |
| VD             | 25 | Ramon Hendriks           |         |
| VD             | 32 | Denzel Hall              |         |
| MV             | 06 | Jorrit Hendrix           |         |
| MV             | 28 | Jens Toornstra           | 59'     |
| AV             | 09 | Alireza Jahanbakhsh      | 88'     |
| AV             | 11 | Bryan Linssen            | 74'     |
| AV             | 23 | Patrik Wålemark          | 88'     |
| Coach:         |    |                          |         |
| Arne Slot      |    |                          |         |

### Statistieken
| [ 52 ]                 | AS Roma | Feyenoord |
| ---------------------- | ------- | --------- |
| Doelpunten             | 1       | 0         |
| Gele kaarten           | 4       | 1         |
| Rode kaarten           | 0       | 0         |
| Wissels                | 5       | 5         |
| Schoten op doel        | 3       | 5         |
| Schoten naast doel     | 3       | 3         |
| Overtredingen          | 8       | 18        |
| Hoekschoppen           | 4       | 6         |
| Buitenspel             | 1       | 0         |
| Geslaagde passes       | 228     | 529       |
| Passnauwkeurigheid (%) | 77      | 90        |
| Balbezit (%)           | 36      | 64        |
| Gelopen afstand (km)   | 117     | 115.7     |